# Kapel Ten Bosse
Kapel Ten Bosse is een kapel in het Oost-Vlaamse Sint-Goriks-Oudenhove, een deelgemeente van Zottegem, in België. De kapel dateert uit de eerste helft van de 19e eeuw.

## Geschiedenis
De kapel Ten Bosse is gebouwd in het jaar 1836. In de bakstenen structuur, de dakbedekking en het venster bleef de oorspronkelijke bouwvorm bewaard. De kapel maakt deel uit van het erkend bouwkundig erfgoed in Vlaanderen. Ze verloor haar erfgoedwaarde ten gevolge van de vervallen staat.
De kapel Ten Bosse is — zoals andere kapelletjes — ontstaan ter bescherming van christelijke elementen in het landschap, zoals kruisen. Om deze elementen tegen verval te beschermen ging men beschutting voorzien. Oorspronkelijk waren dit kleine daken, later bouwde men houten kasten en ten slotte bouwde men houten en stenen kapelletjes. Kapel Ten Bosse is een voorbeeld van een vervaardiging van dergelijke beschutting uit steen. De kapel fungeert als bescherming van het beeld van Antonius Padua, die centraal staat in de kapel.
In de tijd (1836) waarin kapel Ten Bosse is gebouwd, herleefde de religieuze volkscultuur. Het oude geloof — dat tijdens de Franse Revolutie een deuk kreeg — herpakte zich en toonde zich een eeuw lang sterker dan ooit. Overal werden kleine en grotere kapellen en cultusplaatsen, zoals Lourdesgrotten en Heilig Hartbeelden gebouwd.

## Ligging
De kapel Ten Bosse ligt aan Ten Bosse, tegenover de Populierenstraat en aan het begin van het Lienlos in Sint-Goriks-Oudenhove. Het gehucht bevindt zich tussen de Spapenkouter en de Sleie, in het zuidelijke deel van Sint-Goriks-Oudenhove. Straat Ten Bosse —op de Popp-kaart gekend als Ommegangstraat — is genoemd naar het traject van de straat langs dit gehucht. De naam "Ten Bosse" is ontstaan uit een samenstelling van het voorzetsel 'tot', verdoft tot 'te', het verborgen lidwoord 'den' (in de datief) en het zelfstandig naamwoord 'bos' (eveneens in de datief).

## Interieur

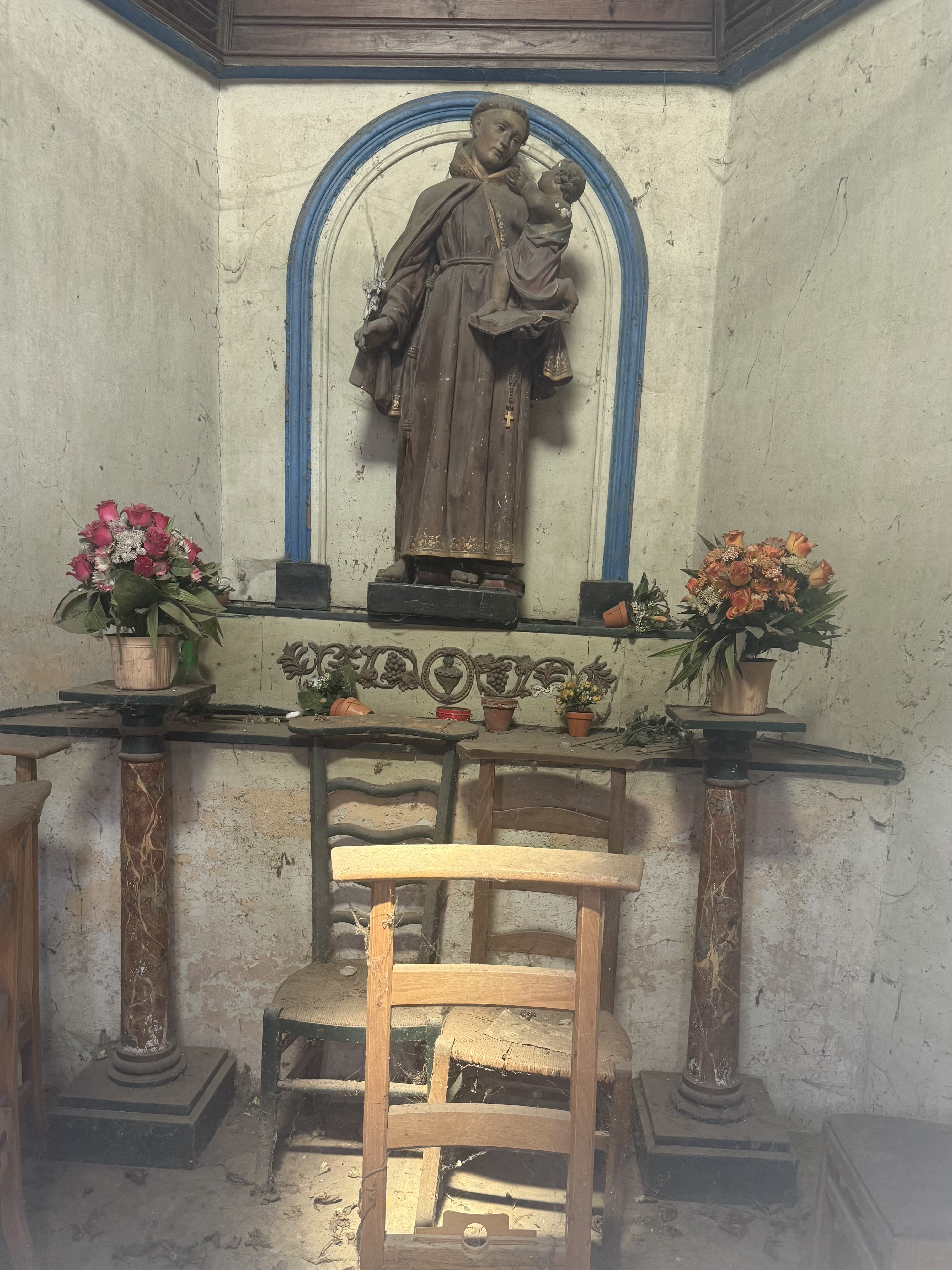
Interieur Kapel Ten Bosse

Het interieur van kapel Ten Bosse is niet te bezichtigen door de afgesloten deur. Binnenkijken kan via de decoratieve inkepingen in de deur. Kapel Ten Bosse heeft een bescheiden en ingetogen inrichting. Er is plaats voor vijf à zes stoelen en er staat een altaar dat gericht is naar het oosten. Op het altaar staan enkele kunstbloemen. Centraal in de kapel staat het beeld van Antonius van Padua omgeven door een blauwe boog. De ruimte wordt verlicht door een glas-in-loodraam aan de voorzijde. Dit raam is driehoekig met groentinten. De blauwe boog rond het beeld staat symbool voor de hemel en het goddelijke. De blauwe kleur in het christendom dient als herinnering aan de verbinding tussen hemel en aarde en aan de aanwezigheid van God onder zijn volk.

## Architectuur
De kapel is neogotisch, wat typerend is voor de periode tussen 1830-1860. De neogotiek maakt deel uit van een architectuurstroming in het midden van de 19e eeuw. Deze stijl is gepromoot als ontwerp voor landelijke omgevingen zoals in Sint-Goriks-Oudenhove. Typerend zijn spitsboogvensters, houten elementen buiten het gebouw (zoals de deur), steile daken en gevels, daken met hoge spits. De neogotische stijl van de kapel is bevestigd door het typische neogotische kruis bovenaan.
- Vorm: Rechthoekig grondplan van één travee met vlakke sluiting, het gebouw wordt afgesloten met een zadeldak.
- Dakbedekking: Zadeldak met kunstleien.
- Materiaal: Opgetrokken in baksteen.
- Kleur: Opgetrokken in rode baksteen met witte elementen.
- Gevelindeling: De voorgevel wordt geflankeerd door hoekpilasters en bevat een houten vleugeldeur, bekroond met een spitsboogvenster.[7]

## Huidige staat en verlies erfgoedwaarde
Kapel Ten Bosse is verouderd en in verval. Hoewel de oorspronkelijke structuur en vorm grotendeels bewaard bleven, zijn zowel het dak als de deur aan vervanging toe. Het glas-in-loodraam aan de bovenzijde is goed bewaard en vraagt, naast een klein glasdeeltje, weinig herstel. De stenen constructie verkeert in goede staat. De deur is met ijzerdraad afgesloten. Het interieur is intact en heeft nood aan kleine restauraties.

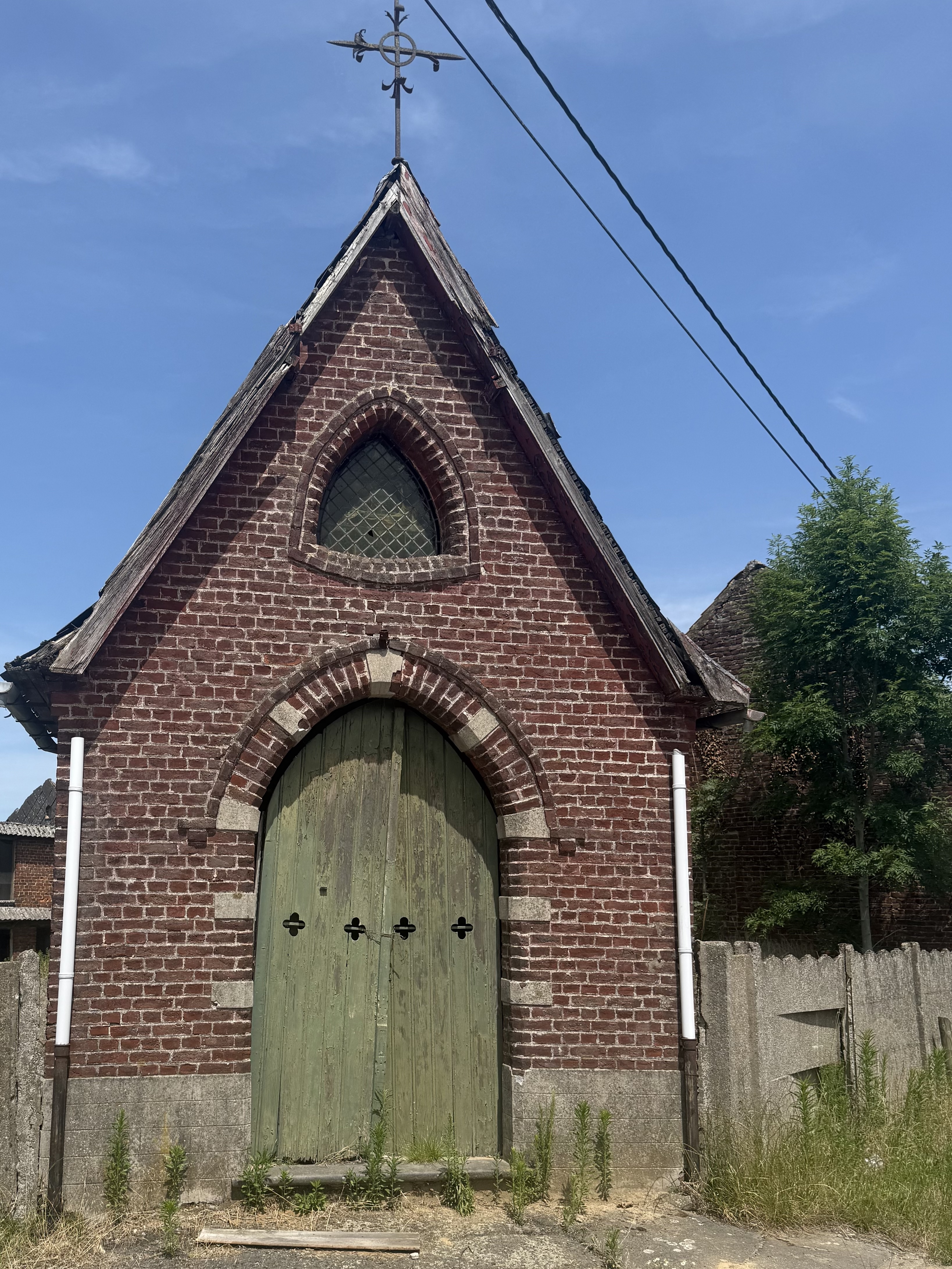
Kapel Ten Bosse, vervallen staat

Of een monument onherstelbaar is, vormt een discussiepunt. De kosten voor het behoud van een monument zijn vaak hoog. Op basis van het kostenplaatje — dat aangehaald wordt door lokale openbare besturen — kan een bescherming nooit opgeheven worden. In geen enkel decreet worden de kosten aangehaald als motivering voor een opheffing van de bescherming. Toch wenst de overheid — vanwege de kosten — niet meer te voldoen aan de instandhouding en willen via een aanvraag tot opheffing verlost worden van deze verplichting. Ook kapel Ten Bosse verloor haar erfgoedwaarde. De Vlaamse Regering kon het besluit tot definitieve bescherming opheffen op basis van artikel 6.2.1. van het Decreet betreffende het onroerende erfgoed. De erfgoedwaarde van kapel Ten Bosse is onherstelbaar aangetast door verval.

### Aanvraag tot opheffing van een bescherming
Er loopt een aanvraag om de procedure tot opheffing van de bescherming op te starten. Die vraag is doorgegeven aan het Agentschap Onroerend Erfgoed. Zij stellen een dossier op, met advies, dat voorgelegd wordt aan de Vlaamse Commissie Onroerend Erfgoed en de minister. Het advies is niet bindend, de minister is niet verplicht dit te volgen en neemt de uiteindelijke beslissing. De ministers en de regering zijn hun verantwoording verschuldigd aan het parlement.

## Mogelijke toekomst
Door het verlies van de erfgoedwaarde is vandaag onzeker wat de toekomst voor kapel Ten Bosse brengt. Een soortgelijke situatie deed zich voor met de 18e-eeuwse Leliekapel in Godveerdegem. Deze verloor wegens de vervallen staat zijn status als beschermd erfgoed. Zolang de kapel beschermd was, was Stad Zottegem verplicht ze te renoveren, maar dat gebeurde niet. Als reden werd het hoge kostenplaatje voor de restauratie aangehaald. Daardoor kreeg de stad een boete, die uiteindelijk verviel omdat de Leliekapel haar erfgoedstatus verloor. Het stadsbestuur van Zottegem moest toen beslissen over de toekomst van de Leliekapel. Op een gelijkaardige manier is de toekomst van kapel Ten Bosse bepaald.

## Galerij

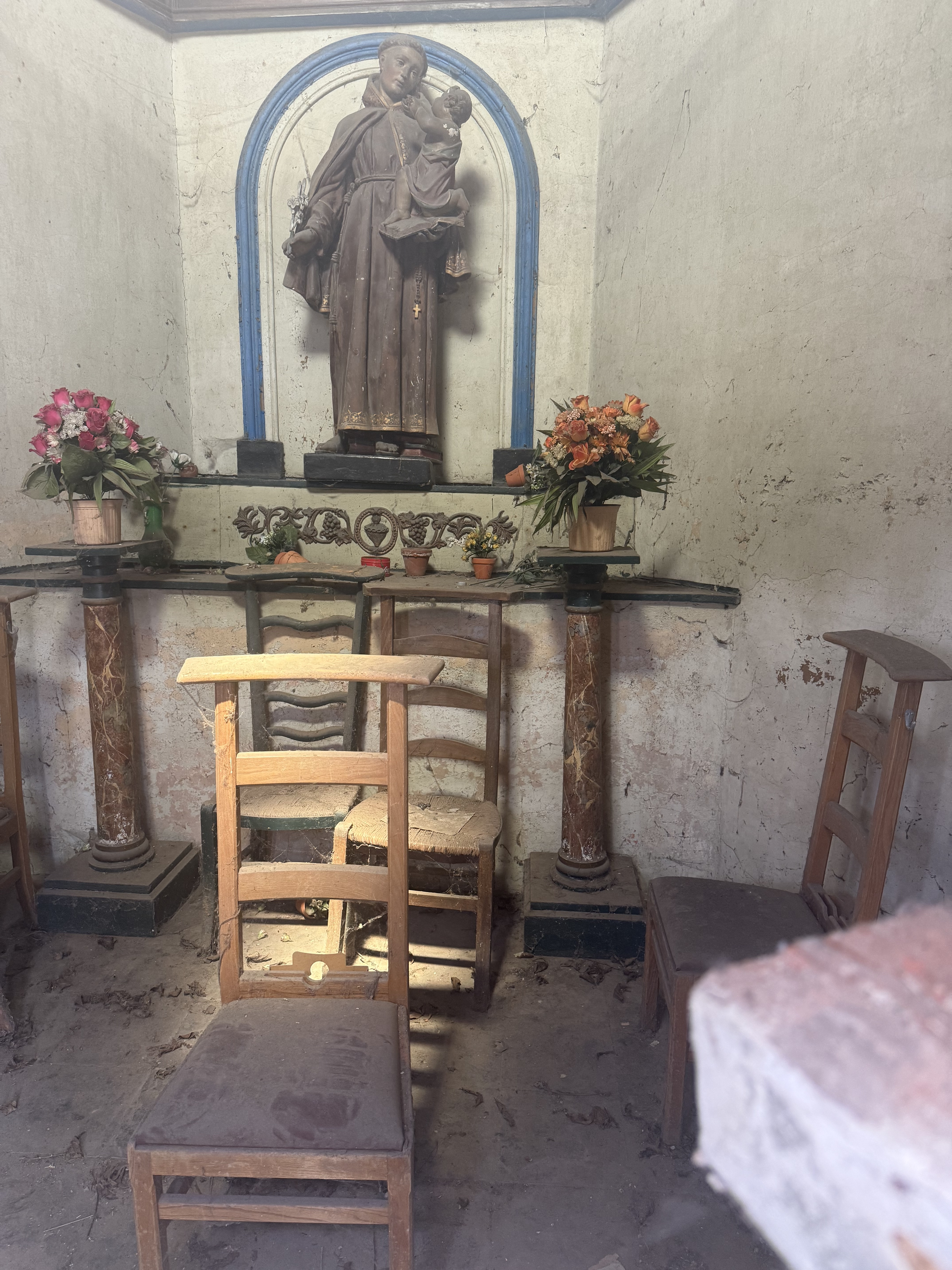
Interieur
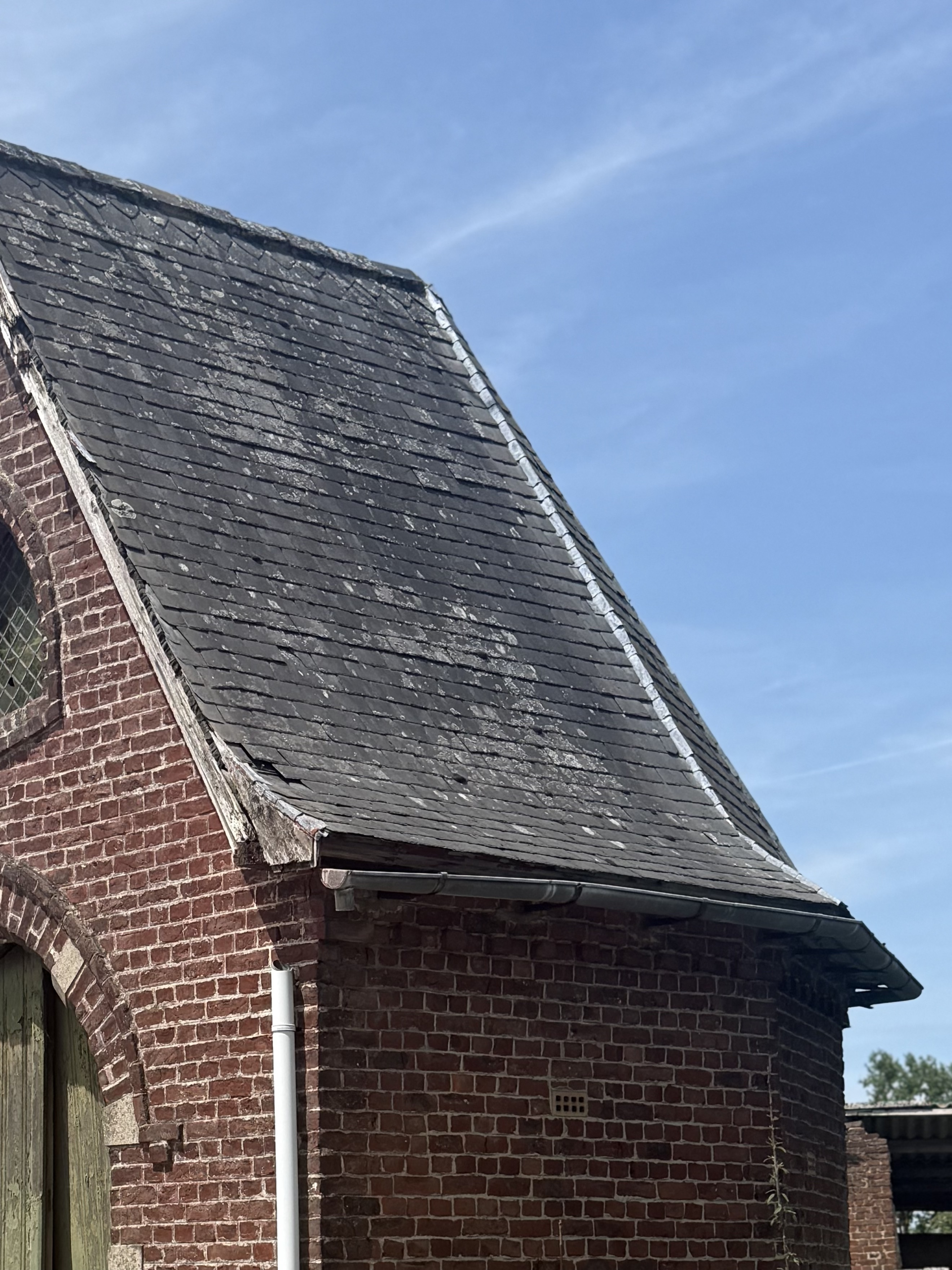
Typerend neogotisch hellend dak
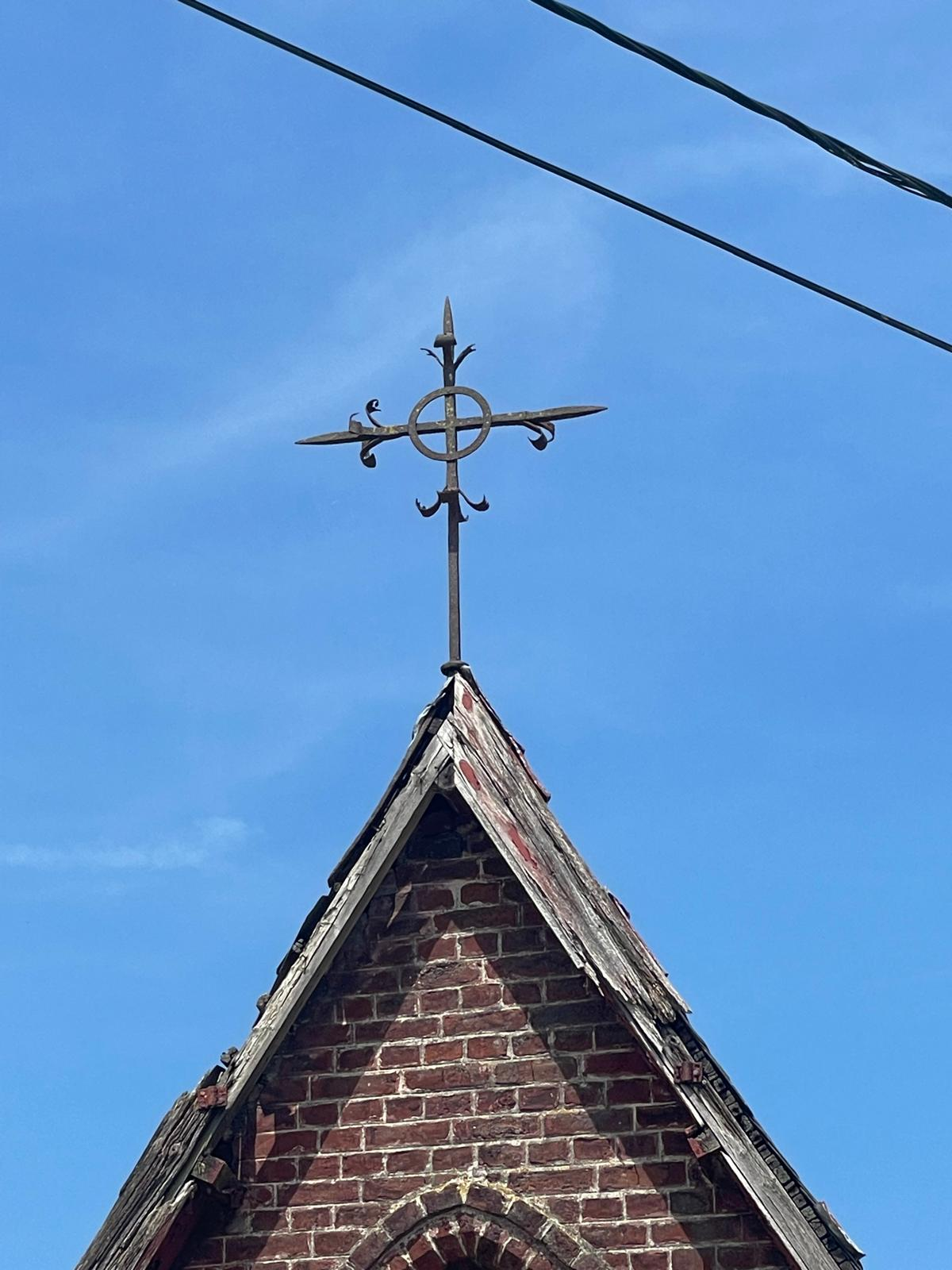
Neogotisch kruis bovenaan
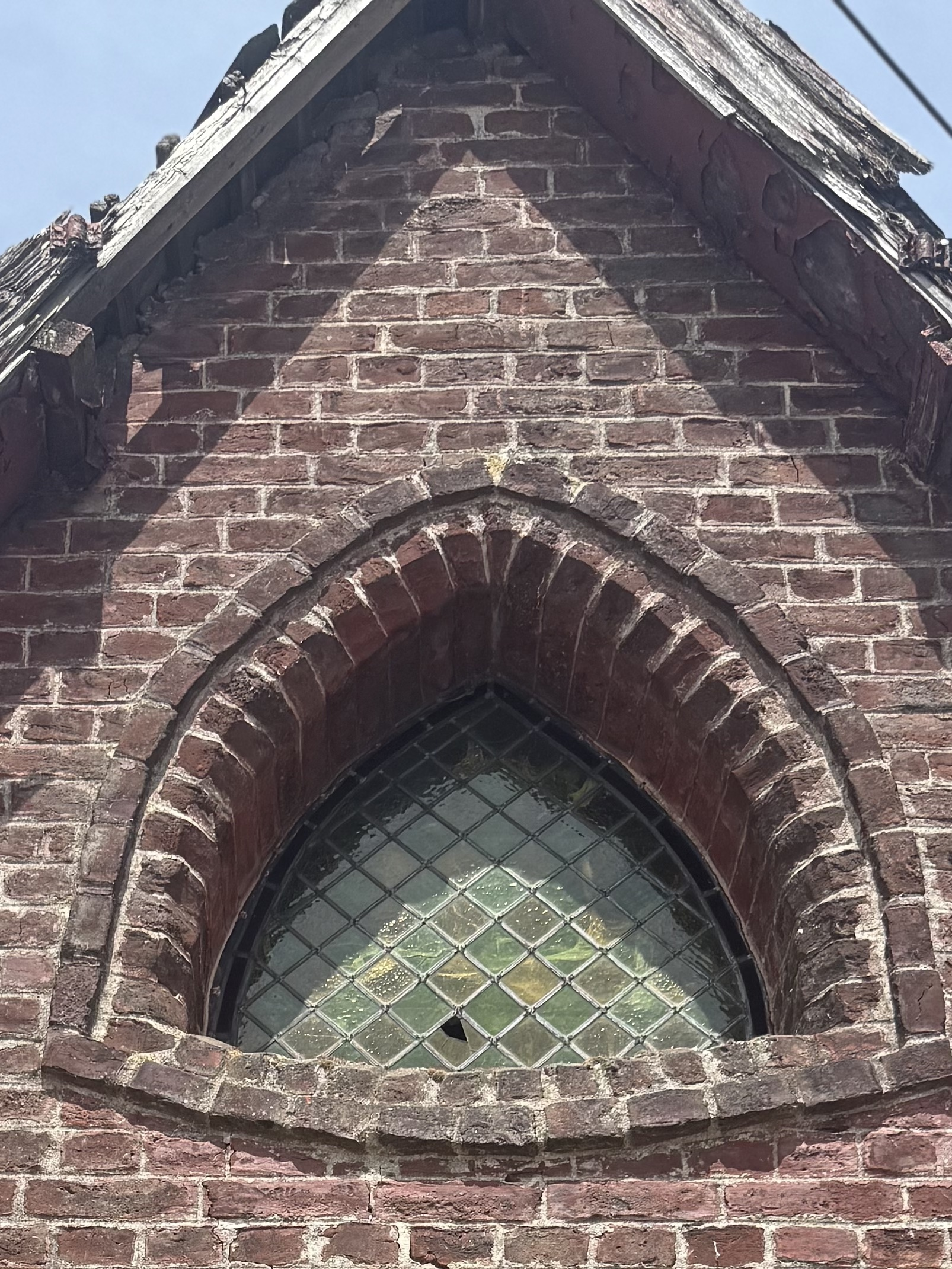
Glas-in-loodraam
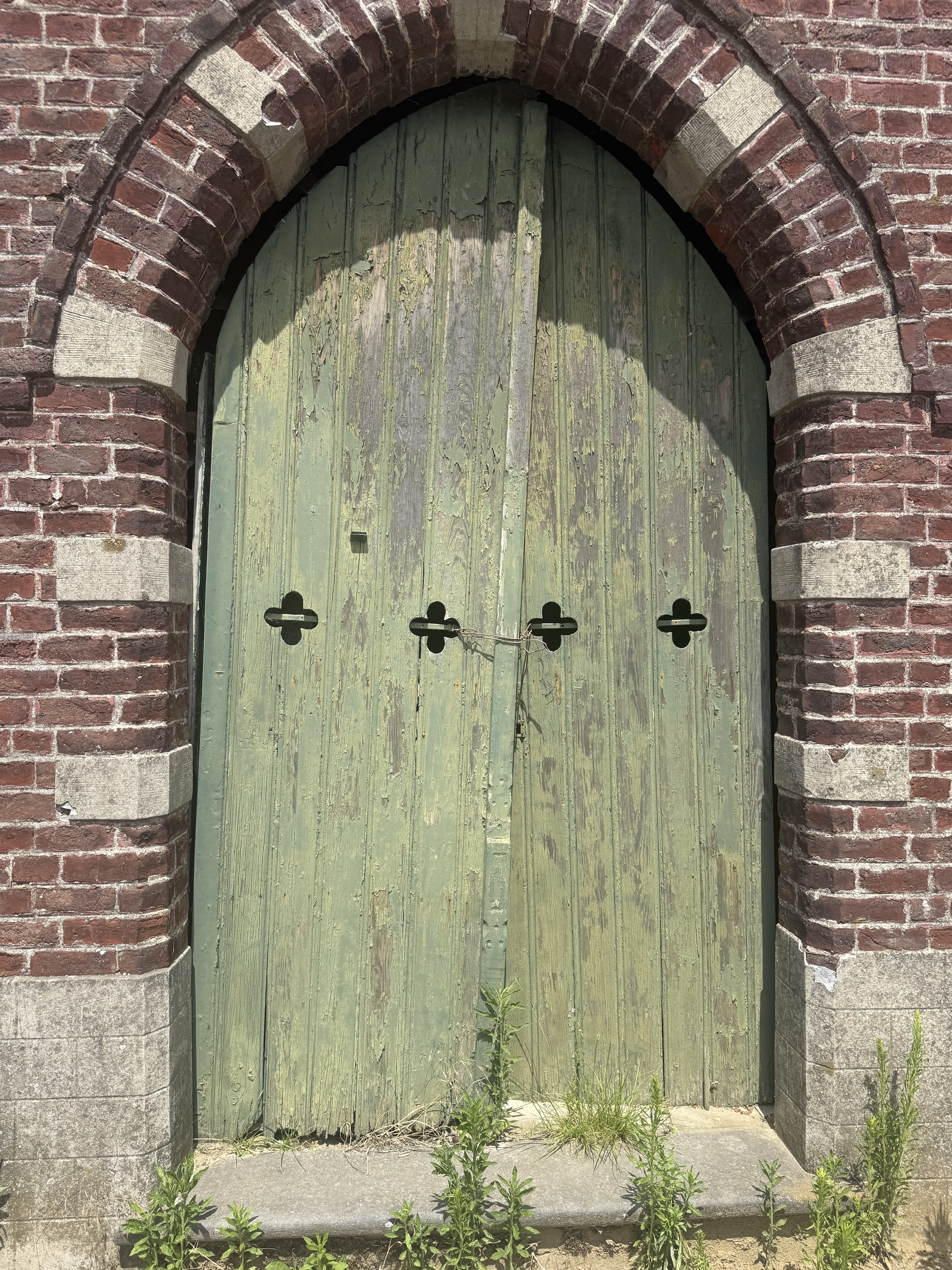
Ingang
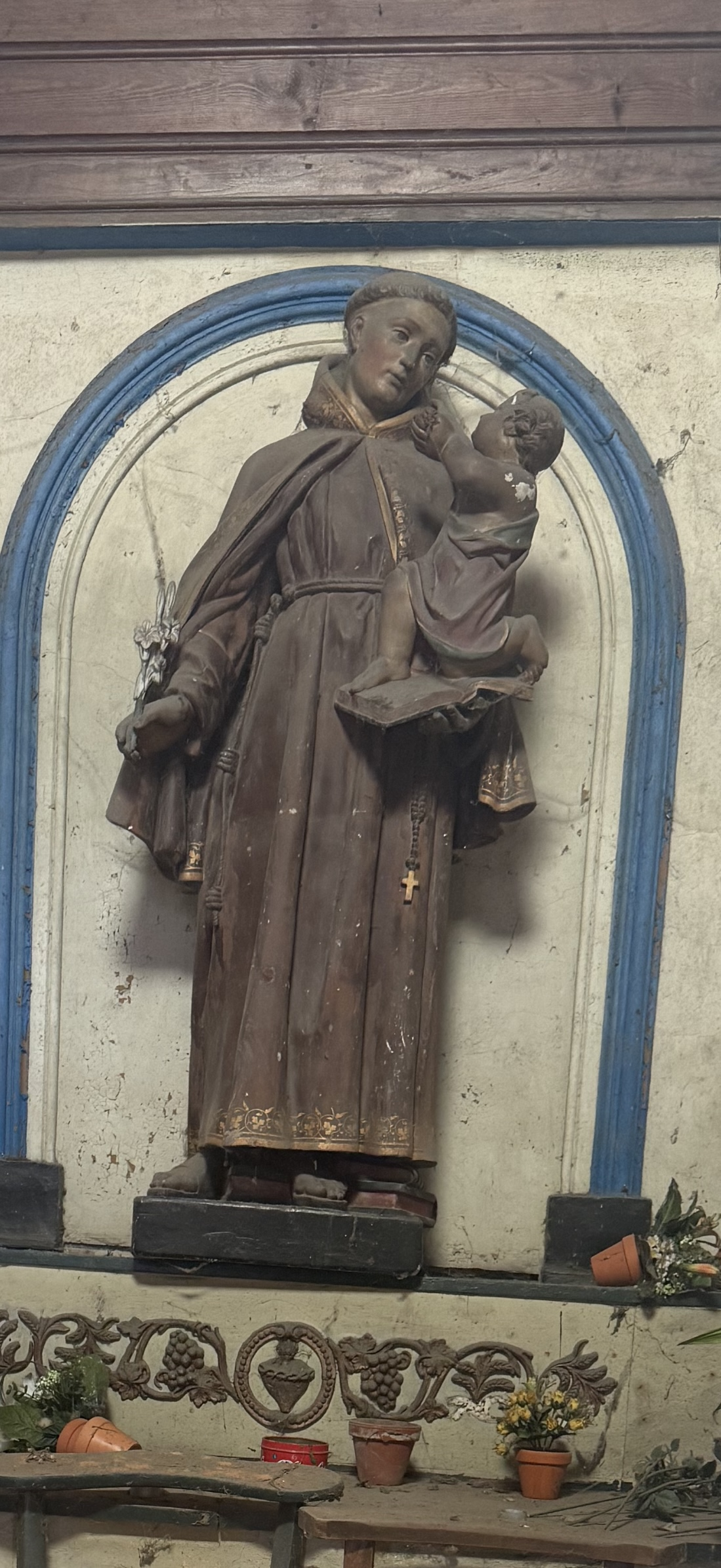
Centraal beeld - Antonius van Padua
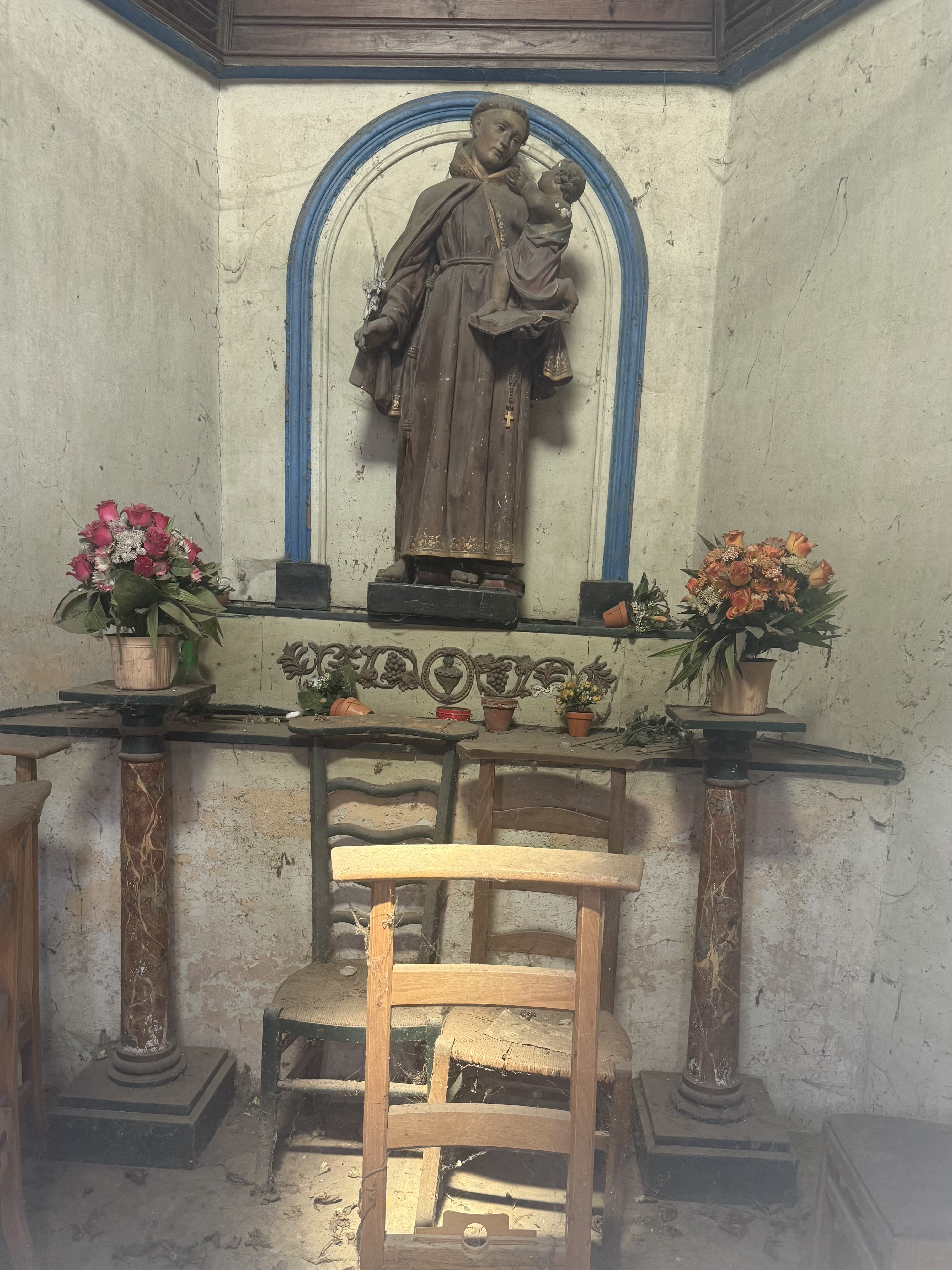
Interieur